# AT&T Building (Indianapolis)
AT&T Building è un edificio di 22 piani sito a Indianapolis, in Indiana, sede locale della compagnia telefonica AT&T. Per poterlo costruire, nel 1930, l'allora esistente palazzo della Indiana Bell Telephone Company venne ruotato di 90 gradi e traslato di 16 metri nell'arco di circa un mese, mentre le persone continuavano a lavorare al suo interno, in modo da non interrompere i servizi telefonici nella regione durante la costruzione della nuova sede.

## Il vecchio edificio

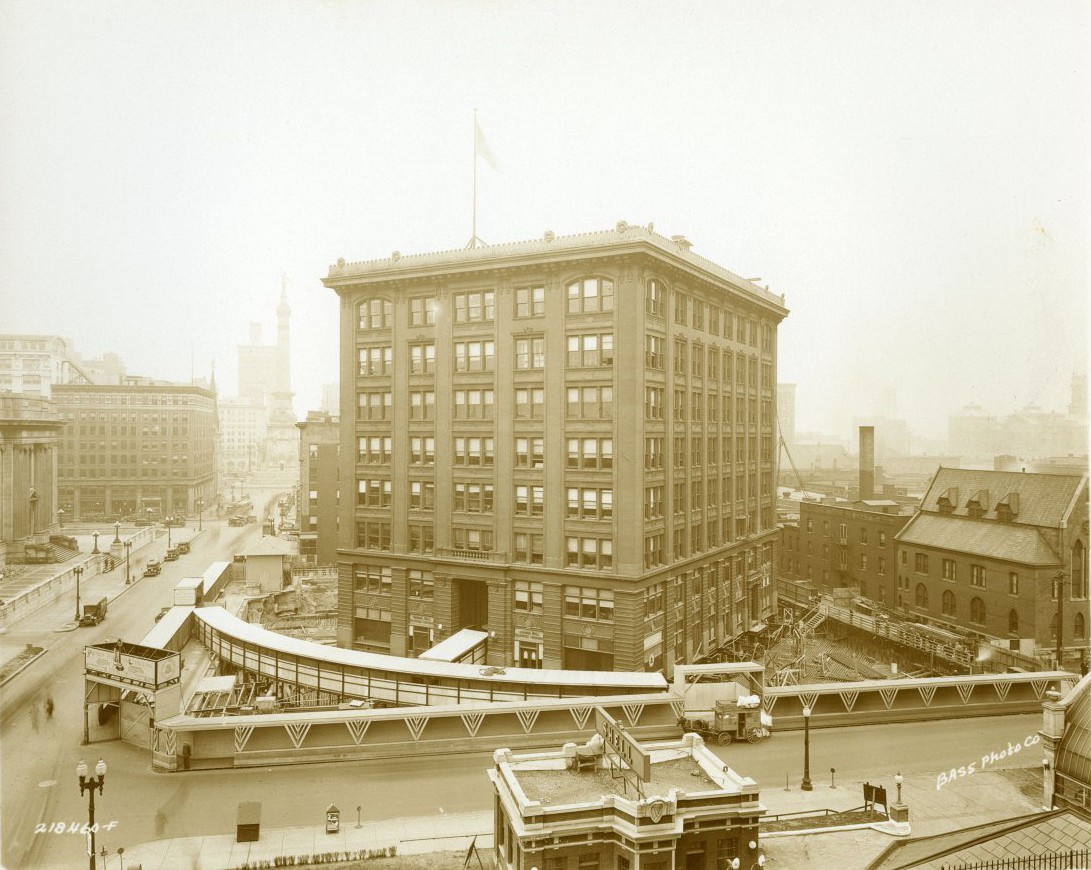
L'edificio originale durante la rotazione del 1930.

L'edificio che originariamente si trovava al 240 di North Meridian Street a Indianapolis venne costruito nel 1907 come sede degli uffici della Central Union Telephone Company, una delle compagnie telefoniche che operavano nello stato. Era un edificio di 8 piani del peso di circa 11 mila tonnellate.
Nel 1929 la Indiana Bell Telephone Company, filiale locale della AT&T che operava in Indiana, acquisì la Central Union Telephone Company, compresi i suoi uffici, arrivando ad avere complessivamente quasi 5000 impiegati e a gestire circa 170 mila utenze telefoniche in tutto lo stato.

Gli uffici della sede di Indianapolis si rivelarono presto troppo piccoli, e la Indiana Bell decise quindi di demolire la vecchia sede di North Meridian Street e costruire al suo posto un nuovo edificio più grande e moderno. Per la nuova costruzione si rivolsero a Vonnegut & Bonn, studio di architettura fondato nel 1888 dagli architetti americani di origine tedesca Bernard Vonnegut Sr. e Arthur Bonn, che nel 1929 aveva già progettato ad Evansville un edificio di sette piani in stile Art déco come sede per uffici della Indiana Bell.
La demolizione della sede di Indianapolis avrebbe però comportato grandi disagi e l'interruzione del servizio telefonico di decine di migliaia di utenze per tutti i mesi di costruzione della nuova sede. Kurt Vonnegut Sr., il figlio di Bernard Vonnegut, propose allora una soluzione innovativa: non demolire l'edificio esistente ma spostarlo nel lotto adiacente, traslandolo di 16 metri e facendolo ruotare di 90 gradi, mentre circa 600 impiegati continuavano a lavorare al suo interno, senza interrompere i servizi telefonici e mantenendo anche le utenze di gas, acqua ed energia elettrica all'edificio.
Secondo i giornali dell'epoca i lavori di spostamento iniziarono il 14 ottobre 1930 e terminarono il 15 novembre 1930. Le colonne dell'edificio vennero sollevate dalle fondamenta per mezzo di martinetti idraulici a vapore e appoggiate su supporti temporanei in acciaio. Una batteria di 18 martinetti controllati manualmente venne quindi usata per fare scivolare l'intera struttura lungo dei rulli realizzati con tronchi di pino e abete, spostando il palazzo di circa 38 centimetri all'ora. Ogni volta che un rullo veniva sorpassato, questo veniva spostato davanti all'edificio in modo da poter continuare con la rotazione. Fili a piombo venivano utilizzati per verificare che il palazzo restasse perfettamente dritto.
Dal momento che la rotazione avveniva ad una velocità così ridotta, le persone all'interno poterono continuare a lavorare praticamente senza accorgersi dello spostamento. Venne inoltre realizzato uno speciale marciapiede semicircolare collegato con un ponte mobile al portone di ingresso dell'edificio, in modo che le persone non avessero difficoltà ad entrare ed uscire.

## Il nuovo edificio
Terminato lo spostamento ebbe inizio la costruzione del nuovo edificio in stile Art déco, su progetto di Vonnegut & Bonn, terminato nel 1932. Il nuovo palazzo, con struttura portante in acciaio, inizialmente era composto da 7 piani e comprendeva oltre agli uffici un call center dotato delle più moderne tecnologie. Altri 15 piani furono aggiunti nel 1967, fino a raggiungere l'attuale altezza di 97,8 metri e 22 piani.
L'edificio originale, ormai obsoleto, venne infine demolito nel 1963.